# Sát nhân trong bóng tối 2
Don't Breathe 2 (tựa Việt: Sát nhân trong bóng tối 2) là một bộ phim hành động kinh dị giật gân đầu tiên của đạo diễn Rodo Sayagues, kịch bản được viết bởi chính Rodo và Fede Álvarez - đạo diễn của phần phim đầu tiên năm 2016 - Don't Breathe. Don't Breathe 2 được sản xuất bởi Álvarez, Sam Raimi và Rob Tapert. Ngôi sao Stephen Lang tiếp tục thủ vai Norman Nordstrom/"Ông già mù", trong khi Brendan Sexton III và Madelyn Grace đóng vai phụ.
Sau thành công về mặt phê bình và thương mại của phần phim đầu tiên, dự án cho phần tiếp theo đã bắt đầu vào tháng 11 năm 2016, với Álvarez trở lại làm đạo diễn. Tuy nhiên Don't Breathe 2 bị trì hoãn, dự án được tái khởi động vào tháng 1 năm 2020, với Sayagues thay thế Álvarez làm đạo diễn và Lang trở lại với vai diễn của mình. Phim được bấm máy từ ngày 7 tháng 8 năm 2020, tại Belgrade, Serbia, và kết thúc vào ngày 8 tháng 10 năm 2020.
Don't Breathe 2 được phát hành tại Mỹ vào ngày 13 tháng 8 năm 2021, bởi Sony Pictures Releasing. Phim đã thu về 41 triệu USD trên toàn thế giới và nhận được nhiều đánh giá trái chiều từ giới phê bình.

## Cốt truyện
Tám năm sau các sự kiện của phần phim đầu tiên, cựu chiến binh hải quân mù Norman Nordstrom sống với cô bé Phoenix 11 tuổi và một con chó tên Shadow (thuộc giống Rottweiler) ở ngoại ô Detroit, Michigan, Hoa Kỳ. Norman nói với Phoenix rằng mẹ ruột của cô bé đã chết trong một trận hỏa hoạn tại ngôi nhà cũ của họ và ông là bố cô bé.
Cô Hernandez là bạn cũng như là mối liên hệ duy nhất của Norman với xã hội, thuyết phục ông già để Phoenix giúp cô làm vài việc lặt vặt trong thị trấn. Một tên xã hội đen định bắt cóc Phoenix nhưng con chó Shadow làm hắn sợ hãi. Nhóm xã hội đen đi theo xe của Hernandez trở lại nhà Norman, nơi chúng đợi Hernandez thả Phoenix xuống, sau đó chúng giết cô một cách man rợ bằng búa. Chúng dụ Shadow ra ngoài và bắn chết nó. Khi Norman ra ngoài tìm Shadow, băng đảng đã đột nhập vào nhà ông nhằm bắt cóc Phoenix. Norman phát hiện con chó bị bắn và biết có kẻ đột nhập, một cuộc chiến sinh tồn diễn ra giữa ông và băng đảng. Norman hạ sát một tên côn đồ bằng một vụ nổ khí gas. Tuy nhiên sau đó ông bị hạ gục. Raylan - thủ lĩnh nhóm bắt cóc - nói với Phoenix rằng chính hắn mới là bố ruột của cô bé, vì cả hai đều có một vệt tóc trắng, Norman đã lừa dối cô bé suốt nhiều năm.
Thực ra ngôi nhà của Phoenix cùng mẹ cô bé trước kia đã bị thiêu rụi sau một vụ nổ phòng thí nghiệm điều chế Methamphetamine. Raylan bị cáo buộc phóng hỏa và phải ngồi tù tám năm. Norman tìm thấy Phoenix bất tỉnh trong đống đổ nát và đưa cô bé về nhà nuôi để thế chỗ cô con gái đã chết của ông trong phần phim đầu tiên. Khi ra tù, Raylan nhìn thấy Phoenix còn sống khi cô bé để hoa tưởng niệm mẹ mình ở ngôi nhà cháy cũ.
Tức giận khi biết Norman lừa dối mình, Phoenix trốn khỏi bọn bắt cóc nhưng bị chúng gây mê bằng thuốc mê. Norman thoát được và đánh vỡ hàm một tên bắt cóc khác và trốn lên gác mái. Raylan cho con chó của mình đi cắn giết Norman, ông già nhanh trí nhốt nó lại. Raylan quyết định đốt cháy ngôi nhà để giết cả Norman lẫn con chó của hắn. Nghe tiếng con chó kêu cứu thảm thiết, Norman cứu nó và cả hai thoát khỏi đám cháy. Norman tìm thấy xe và xác chết của Hernandez, ông lấy vài vật dụng của cô và đi theo con chó khi nó tìm về nhà của chủ. Băng đảng đang ẩn náu trong một khách sạn.
Tại khách sạn, Raylan tiết lộ tên thật của Phoenix là Tara, cho biết mẹ cô bé thực ra còn sống. Tuy nhiên ả sắp chết vì di chứng của vụ cháy năm xưa đã phá hủy nội tạng của ả. Băng đảng cần ả sống để tiếp tục điều chế Methamphetamine cho chúng, ả chỉ có thể sống khi được ghép một trái tim mới phù hợp, do đó Raylan và đồng bọn bắt cóc cô con gái để lấy trái tim cô bé. Ngay trước khi Phoenix bị giết, nguồn điện bị cắt bởi Norman. Lợi dụng bóng tối, Norman giết sạch băng đảng, trừ một gã đã động lòng trắc ẩn khi thấy việc giết Phoenix là sai trái, gã chỉ đường cho Norman đi giải cứu cô bé.
Norman giết được tên bác sĩ phẫu thuật và dùng bình phun sương diệt côn trùng để làm mất tầm nhìn của Raylan. Cả hai xô xát, làm một phát súng lạc của Raylan giết chết mẹ của Phoenix. Norman tận dụng sơ hở, khoét mắt Raylan, nhưng hắn vẫn đâm được ông già. Phoenix ngay lập tức đâm chết Raylan. Lúc này Norman đã bị thương nặng, ông nằm hấp hối bên Phoenix và xác nhận rằng bố ruột cô bé đã nói sự thật, thú nhận đã cướp Phoenix cho riêng mình. Cô bé rời đi và đến một ngôi nhà dành cho trẻ em trong thị trấn. Cô bé dùng tên Phoenix (chứ không phải Tara) để giới thiệu mình.
Trong cảnh hậu danh đề, con chó của Raylan bước đến gần cơ thể của Norman và liếm máu. Các ngón tay của Norman hơi co giật, tiết lộ rằng ông già vẫn còn sống.

## Diễn viên

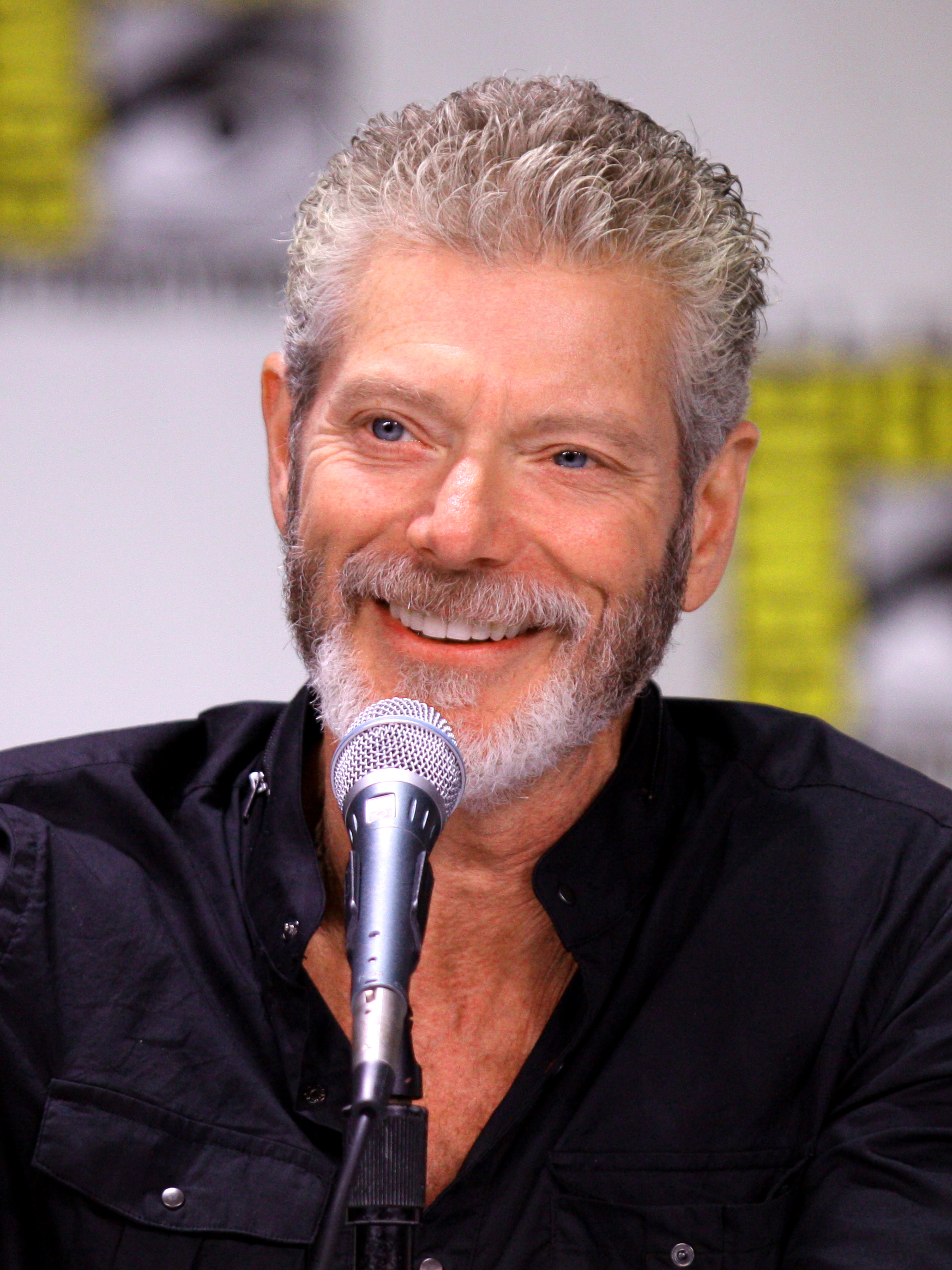
Stephen Lang - diễn viên chính của phim vào vai Ông già mù Norman Nordstrom.

- Stephen Lang trong vai Norman Nordstrom / "Ông già mù": cựu quân nhân mù đã hồi phục vết thương trong phần phim đầu tiên, và hiện đang sống trong một ngôi nhà biệt lập với cô con gái nuôi Phoenix, người được ông cứu khỏi một vụ cháy nhà.[4]
- Brendan Sexton III trong vai Raylan: thủ lĩnh băng đảng điều chế thuốc phiện, bố ruột của Phoenix.
- Madelyn Grace trong vai Phoenix (tên thật: Tara): cô con gái nuôi của ông già mù.
- Adam Young trong vai Jim Bob
- Bobby Schofield trong vai Jared
- Rocci Williams trong vai Duke[5]
- Christian Zagia trong vai Raul
- Steffan Rhodri trong vai bác sĩ phẫu thuật
- Stephanie Arcila trong vai Hernandez: bạn của ông già mù.
- Diaana Babnicova trong vai Billy
- Fiona O'Shaughnessy trong vai Josephine: mẹ ruột Phoenix.